# 平舘海峡

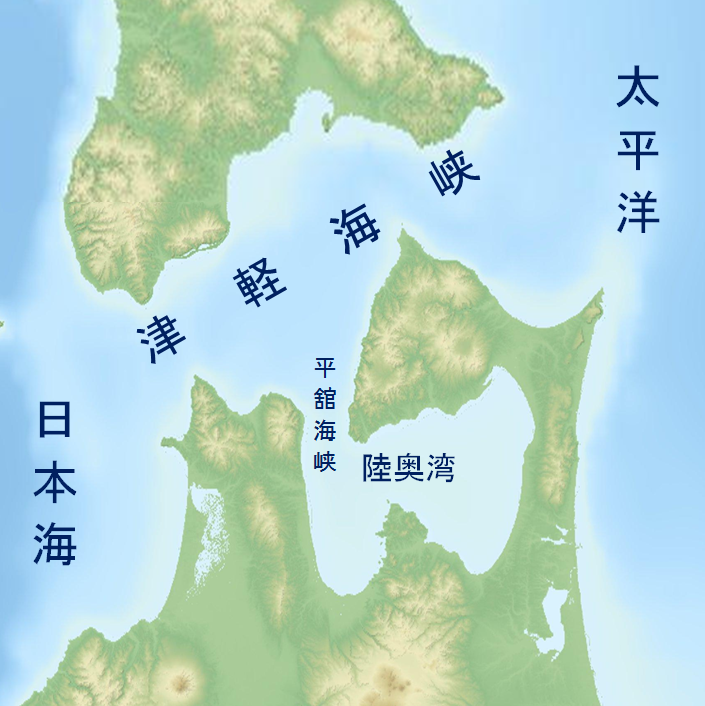
平舘海峡

平舘海峡（たいらだてかいきょう）は、下北半島北部西岸（半島北部の西にせり出している部分の南西端、青森県むつ市脇野沢地区）と津軽半島北部東岸（青森県東津軽郡外ヶ浜町平舘地区）との間にある海峡である。
南北方向に伸びる海峡であり、南は陸奥湾、北は津軽海峡に繋がる。最狭部の幅は約11km。青函航路における中間点のやや南に位置する。西岸の外ヶ浜町平舘地区に平舘灯台が立つ。